# Ziro
Ziro ist ein ehemaliger Motorrad-Hersteller. Das Unternehmen wurde 1920 in Fürth von dem Mechaniker Karl Zirkel und dem Konstrukteur Albert Roder gegründet. Der Firmenname ist ein Akronym, das aus den Anfangssilben der Nachnamen der beiden Firmengründer gebildet wurde.
Anfangs produzierte Ziro ein von Roder konstruiertes Modell mit 150 cm³ Zweitaktmotor und Plattendrehschieber als Einlasssteuerung am Kurbelgehäuse. Nach dem Umzug der Firma in die Räume des neuen Teilhabers Rachinger nach Forchheim im Jahr 1921 kamen verbesserte Versionen auf den Markt. Der Hubraum des liegenden Einzylinders wurde von 150 cm³ über 250 cm³ bis auf 350 cm³ angehoben. Die Kraftübertragung erfolgte über ein Dreiganggetriebe und Riemen- oder wahlweise Kettenantrieb zum Hinterrad. Der Motor saß in einem fortschrittlichen Doppelschleifen-Rohrrahmen.
Diese sportlichen Maschinen waren bei verschiedenen Rennen sehr erfolgreich. So siegte 1922 Ullein aus Bamberg auf einer Ziro bei der Fränkischen Zuverlässigkeitsfahrt in der Klasse bis 250 cm³, ebenso wie ein Jahr später beim Ködelbergrennen in der 350 cm³ Klasse. Hartmann gewann das Würgauer Bergrennen in der Klasse bis 350 cm³.
Zirkel und Roder verließen gegen Ende des Jahres 1923 die Firma und gründen zusammen mit drei weiteren Aktionären im nahe gelegenen Erlangen die Ermag. Ziro existierte dann noch bis 1925.